# Мир Джумла
Мир Джумла (англ. Mir Jumla; 1591 — 30 марта 1663) — крупный могольский государственный и военный деятель, субадар Бенгалии (1660—1663).

## Биография
Родился в Иране, сын торговца маслом из Исфахана. Занимался торговлей алмазами и имел связи с королевством Голконда в Южной Индии. Позднее он переехал в Индию и начал там свою собственную алмазную торговлю. Он участвовал и достиг успеха в морских коммерческих предприятиях.
Мир Джумла поступил на службу к султану Голконды Адбулле Кутб-шаху и дослужился до должности визиря (премьер-министра) королевства. С ним познакомился и подружился французский путешественник и торговец Жан-Батист Тавернье, который был пионером европейской торговли с Индией. Находясь на службе у короля Голконды, Мир Джумла завоевал соседний Карнатик.
В 1640-х годах У Мира Джумлы был собственный торговый флот, который плавал в Сурат, Татту, Аракан, Аютию, Баласор, Ачех, Малакку, Джохор, Макасар, Бантам, Цейлон, Бендер-Аббас, Джидду, Басру, Мекку, Аден, Маскат, Моху и Мальдивы.
В 1656 году Мир Джумла со своими владениями перешел на службу к падишаху Могольской империи Шах-Джахану, который пожаловал ему титул «Муаазам-хана» и назначил его великим визирем империи.
В январе 1657 года по приказу Шах-Джахана великий визирь Мир Джумла выступил в поход на королевство Биджапур. К нему присоединился со своим войском принц Аурангзеб, наместник Декана. Моголы осадили и взяли крепости Бидар и Калиани. Наследный принц Дара Шукох, старший сын Шах-Джахана, подкупленный агентами короля Биджапура, убедил своего отца прекратить военные действия и заключить мирный договор. Во время этой кампании Аурангзеб и Мир Джумла сблизились и стали союзниками.
В сентябре 1657 года император Шах-Джахан заболел и передал бразды правления в столице своего старшему сыну и наследнику Даре Шукоху. Другие сыновья Шах-Джахана немедленно заявили о своих претензиях на императорский престол. Шах Шуджа, субадар Бенгалии, объявил себя императором и стал чеканить монету со своим именем. Мурад Бахш, субадар Гуджарата, убил министра финансов, назначенного к нему Шах-Джаханом для проверки дел, и захватил город Сурат, также объявив себя императором. Дара Шукох приказал великому визирю Мир Джумле с могольской армией вернуться в столицу, чтобы разлучить его с Аурангзебом. Однако Мир Джумла сохранил верность Аурангзебу и участвовал на стороне последнего в междоусобной войне за власть с его братьями.
После своего вступления на императорский трон, Аурангзеб приказал Мир Джумле завершить борьбу с его младшим братом и наместником Бенгалии Шахом Шуджей. В 1659 году в битве при Кхаджвахе Шах Шуджа потерпел окончательное поражение от Аурангзеба и бежал в Дакку. За ним в погоню был отправлен Мир Джумла с войском. В мае 1660 года Мир Джумла вступил в Дакку, откуда Шах Шуджа бежал в соседнее королевство Аракан (современная Мьянма). Вскоре после своего прибытия в Дакку Мир Джумла получил императорский фирман (указ) о его назначении субадаром (наместником) Бенгалии.
В январе 1662 года бенгальский субадар Мир Джумла предпринял военный поход против пограничного королевства Ассам. Наместник отправил главные силы и морской флот на Ассам, в сам двинулся против некогда вассального княжества Куч-Бихар. При приближении моголов местный раджа Пран Нараян бежал из столицы в горы. Княжество Куч-Бихар было оккупировано моголами в течение полутора месяца. Затем Мир Джумла присоединился к главным силам, выступившим против Ассама. Под командованием Мир Джумлы находилось 12 000 конницы, 30 000 пехоты и флот из 323 кораблей и лодок. В течение шести недель могольские войска оккупировали Ассам, в том числе заняли столицу королевства, Гархгаон. Король Ассама Сутамла (1648—1663) бежал из столицы в Нампур и начал партизанскую войну против захватчиков. Могольская армия, контролировавшая столицу и ряд городов, начала страдать из-за нехватки продовольствия и вспыхнувшей эпидемии. В результате Мир Джумла потерял почти две трети своей армии и сам заболел.
В январе 1663 года Мир Джумла и король Ассама Сутамла заключили мирный договор. Ассам признал верховную власть империи Великих Моголов. Король Ассама Сутамла отправил двух принцесс ко двору могольского императора Аурангзеба. Ассам обязался выплатить большую военную контрибуцию моголам и платить ежегодную дань. Западная часть Ассама от Гувахати до реки Манас была присоединена к могольским владениям.
30 марта 1663 года на обратном пути из Ассама Мир Джумла скончался. Его могила находится на небольшом холме в горах Гаро в северо-восточном индийском штате Мегхалая.